# Liste der Ehrenbürger von Bayreuth

Wappen der Stadt Bayreuth

Die Stadt Bayreuth hat seit 1851 den folgenden Personen das Ehrenbürgerrecht verliehen. Von der Verleihung der Ehrenbürgerrechte an Adolf Hitler und H. S. Chamberlain hat sich die Stadt Bayreuth in einer Stadtratssitzung am 21. Dezember 1988 offiziell distanziert. Eine rechtliche Aberkennung war nicht möglich, da der Status als Ehrenbürger mit dem Tod des Geehrten erlischt. Am 27. November 2013 hat der Stadtrat Adolf Hitler und H.S. Chamberlain sowie Hans Schemm, Ludwig Siebert und Adolf Hühnlein die Ehrenbürgerwürde symbolisch aberkannt und sich von den verliehenen Ehrenbürgerrechten an Repräsentanten, Ideologen und Verfechter des Nationalsozialismus, insbesondere in der Zeit von 1933 bis 1945, distanziert.
Hinweis: Die Auflistung erfolgt chronologisch nach Datum der Zuerkennung.

## Die Ehrenbürger der Stadt Bayreuth
1. Alexander Friedrich Wilhelm von Württemberg (* 20. Dezember 1804 in Riga; † 28. Oktober 1881 in Bayreuth)
Verwalter des Schlosses Fantaisie und Erbauer des gleichnamigen Hotels
Verleihung 1851
2. Florentin Theodor Schmidt (* 1. November 1783 in Wunsiedel; † 15. Mai 1860)
Generalkonsul in Hamburg, Betreiber einer Zuckerfabrik in Bayreuth St. Georgen und Mitbegründer einer mechanischen Baumwollspinnerei
Verleihung 1854
3. Theodor von Zwehl  (* 7. Februar 1800 in Vallendar; † 17. Dezember 1875 in München)
Staatsminister des Innern (1849–1864), Regierungspräsident von Oberfranken (1864–1868)
Verleihung 1866
4. Karl Alexander von Burchtorff (* 16. Mai 1822 in Regensburg; † 11. Dezember 1894 in München)

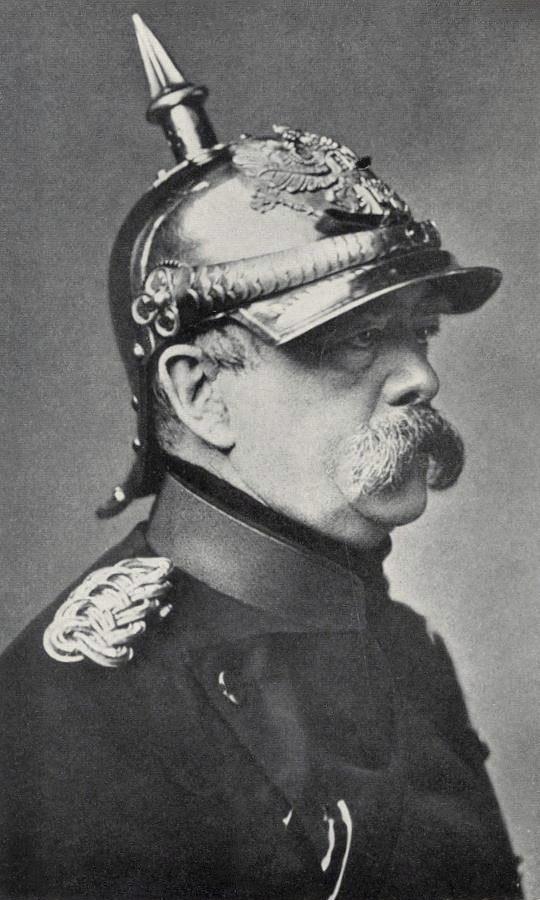
Otto von Bismarck
Regierungspräsident (1876–1893)
Verleihung 1892
5. Otto von Bismarck (* 1. April 1815 in Schönhausen; † 30. Juli 1898 in Friedrichsruh)
Reichskanzler (1871–1890)
Verleihung 1895
6. Gustav Ritter von Meyer (* 9. Februar 1834 in Ansbach; † 19. Januar 1909 in Bayreuth)
Justizrat
Verleihung 1897
7. Adolf von Groß (* 25. März 1845 in Bamberg; † 5. Juni 1931 in Bayreuth)
Förderer der Richard-Wagner-Festspiele
Verleihung 1901
 

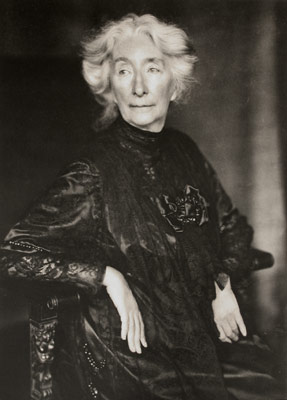
Cosima Wagner, 1905
8. Rudolph von Roman (* 1. Dezember 1836 in Leider bei Aschaffenburg; † 8. Januar 1917 in Würzburg)
Regierungspräsident (1893–1909)
Verleihung 1906
9. Cosima Wagner (* 25. Dezember 1837 in Bellagio am Comersee; † 1. April 1930 in Bayreuth; geb. Cosima de Flavigny)
zweite Ehefrau Richard Wagners und Leiterin der Bayreuther Festspiele (1883–1906)
Verleihung 1911
 

Hans Richter, um 1880
10. Hans Richter (* 4. April 1843 in Raab; † 5. Dezember 1916 in Bayreuth)
Dirigent
Verleihung 1913
11. Siegfried Wagner (* 6. Juni 1869 in Tribschen bei Luzern; † 4. August 1930 in Bayreuth)
Sohn des Dichterkomponisten Richard Wagner
Verleihung 1913
12. Christian von Langheinrich (* 16. November 1870 in Bayreuth; † 9. Juni 1950 in Bayreuth)
wegen besonderer Tapferkeit im Ersten Weltkrieg
Verleihung 1916
13. Christian von Popp (* 7. April 1891 in Bayreuth; † 11. Mai 1964 in Bayreuth)
wegen besonderer Tapferkeit im Ersten Weltkrieg
Verleihung 1918
14. Leopold von Casselmann (* 29. Juni 1858 in Fischbeck/Hessen-Nassau; † 23. Mai 1930 in Bayreuth)
Oberbürgermeister (1900–1919)
Verleihung 1919
15. Wilhelm Ritter von Eitzenberger (* 10. März 1875 in Bayreuth; † 13. September 1956 in Bayreuth)
wegen besonderer Tapferkeit im Ersten Weltkrieg
Verleihung 1919
16. Houston Stewart Chamberlain (* 9. September 1855 in Portsmouth; † 9. Januar 1927 in Bayreuth)
englisch-deutscher Schriftsteller und Kulturphilosoph, Schwiegersohn von Richard Wagner, Vertreter des nationalistischen, pangermanischen und rassistischen Antisemitismus.
Verleihung 1922; 1988 Distanzierung durch den Bayreuther Stadtrat; 27. November 2013 Aberkennung durch den Bayreuther Stadtrat
17. Hans Paul Freiherr von Wolzogen (* 13. November 1848 in Potsdam; † 2. Juni 1938 in Bayreuth)
Schriftsteller, Herausgeber der „Bayreuther Blätter“
Verleihung 1922
18. Karl Muck (* 22. Oktober 1859 in Darmstadt; † 3. März 1940 in Stuttgart)
Generalmusikdirektor, langjähriger Dirigent der Richard-Wagner-Festspiele
Verleihung 1926
 

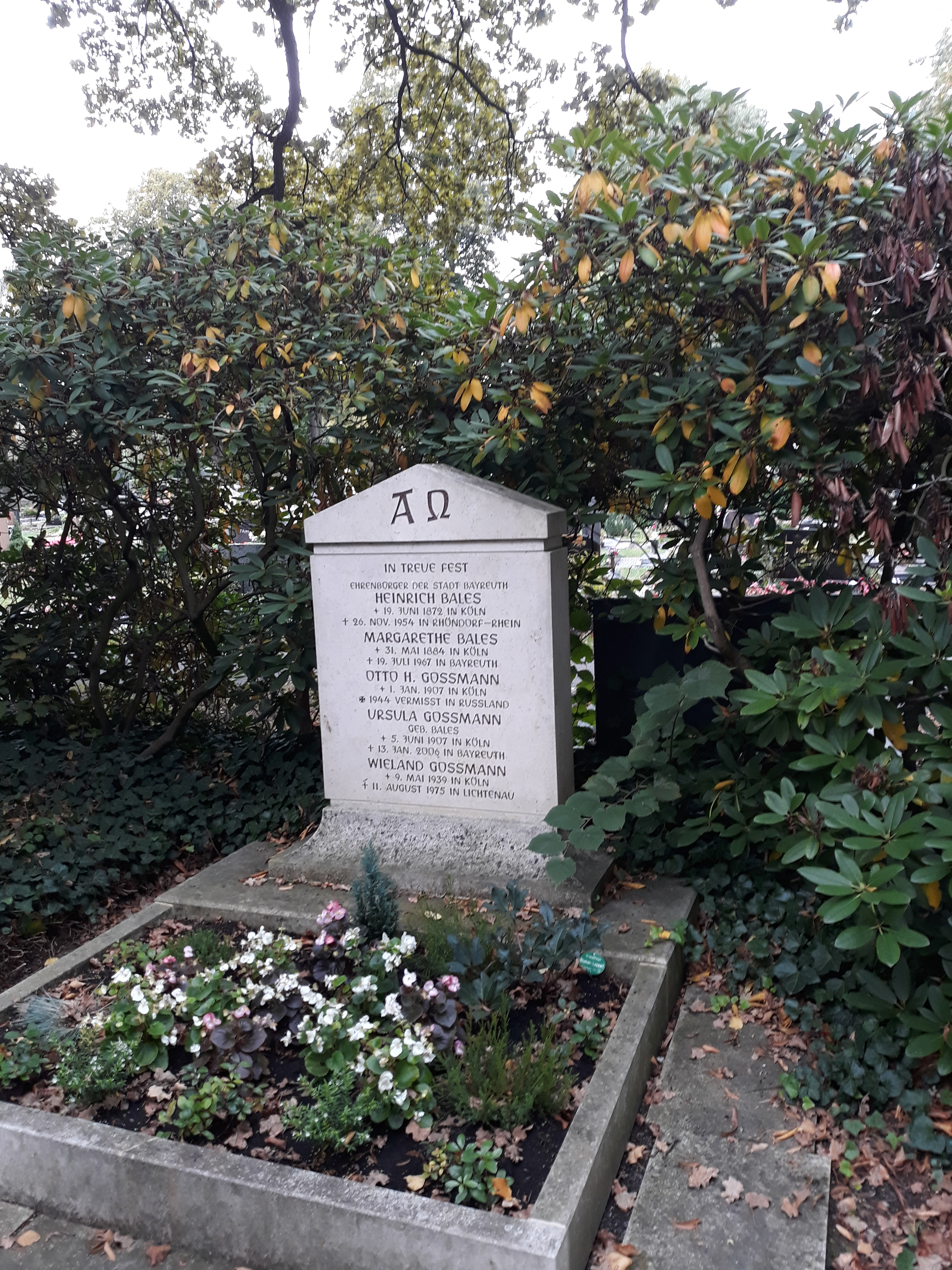
Grab von Heinrich Bales im Familiengrab auf dem Stadtfriedhof Bayreuth
19. Otto Ritter von Strößenreuther (* 4. September 1865 in Bayreuth; † 11. März 1958 in München)
Regierungspräsident (1916–1933)
Verleihung 1926
20. Heinrich Bales (* 19. Juni 1872 in Köln; † 26.[27.?] November 1954 in Rhöndorf)
Förderer der Richard-Wagner-Gedenkstätte
Verleihung 1928
21. Robert Bartsch (* 19. Februar 1859 in Danzig; † 13. Juni 1948)
Förderer der Richard-Wagner-Gedenkstätte
Verleihung 1928
 

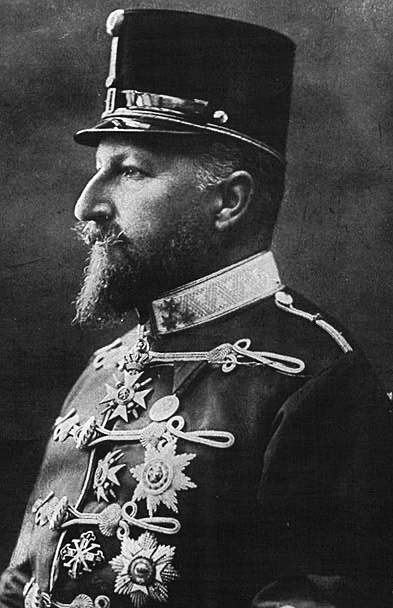
Ferdinand I. von Bulgarien, 1915
22. Carl Friedrich Glasenapp (* 3. Oktober 1847 in Riga; † 14. April 1915 in Riga)
Richard-Wagner-Biograph
Verleihung 1928
23. Ferdinand I. von Bulgarien (* 26. Februar 1861 in Wien; † 10. September 1948 in Coburg)
unterstützte die Richard-Wagner-Festspiele und war bei sämtlichen Festspielen zwischen 1883 und 1943 in der Stadt[4]
Verleihung 1928
24. Blandine Gravina (* 20. März 1863 in Berlin; † 4. Dezember 1941 in Florenz)
Tochter von Cosima Wagner aus ihrer ersten Ehe mit Hans Guido von Bülow
Verleihung 1933
25. Hans Georg Hofmann (* 26. September 1873 in Hof; † 31. Januar 1942)
Regierungspräsident (1933/34)
Verleihung 1933
26. Eva Chamberlain (* 17. Februar 1867 in Triebschen (Schweiz); † 26. Mai 1942 in Bayreuth)
Tochter von Richard und Cosima Wagner
Verleihung 1933
27. Heinrich Popp (* 6. September 1867 in Bad Berneck; † 28. Juli 1947 in Bayreuth)
Bürgermeister
Verleihung 1933
28. Adolf Hitler (* 20. April 1889 in Braunau am Inn; † 30. April 1945 in Berlin)
Diktator des Deutschen Reichs (1933–1945)
Verleihung 23. März 1933 auf Antrag der NSDAP-Fraktion im Stadtrat; 21. Dezember 1988 Distanzierung durch den Bayreuther Stadtrat; 27. November 2013 Aberkennung durch den Bayreuther Stadtrat
 

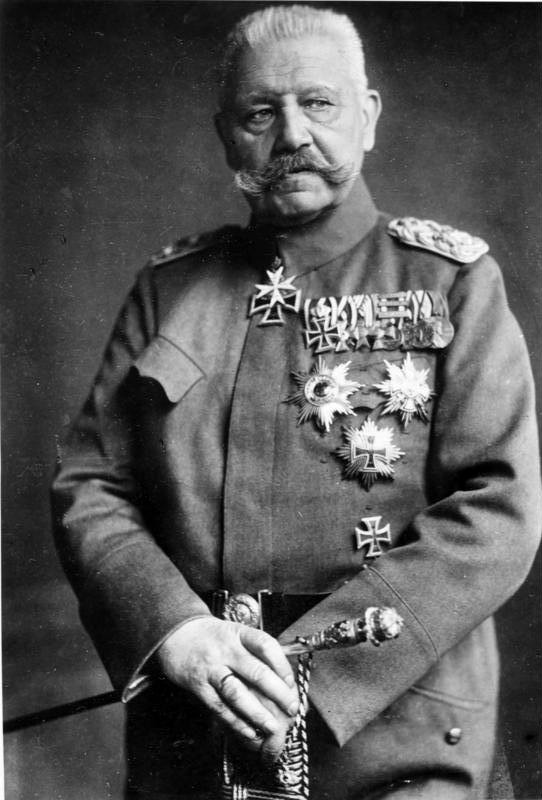
Paul von Hindenburg
29. Paul von Hindenburg (* 2. Oktober 1847 in Posen; † 2. August 1934 auf Gut Neudeck, Ostpreußen)
Reichspräsident (1925–1933)
Verleihung 23. März 1933 auf Antrag der NSDAP-Fraktion im Stadtrat
30. Albert Preu (* 12. April 1868 in Castell/Unterfranken; † 14. Juni 1944 in Bayreuth)
Oberbürgermeister (1919–1933)
Verleihung  Mai 1933
31. Hans Schemm (* 6. Oktober 1891 in Bayreuth; † 5. März 1935 in Bayreuth)
NS-Gauleiter (1933–1935)
Verleihung 1933; 27. November 2013 Aberkennung durch den Bayreuther Stadtrat
32. Ludwig Siebert (* 17. Oktober 1874 in Ludwigshafen; † 1. November 1942 in Stock am Chiemsee)
Ministerpräsident (1933–1942)
Verleihung 1933; 27. November 2013 Aberkennung durch den Bayreuther Stadtrat
 

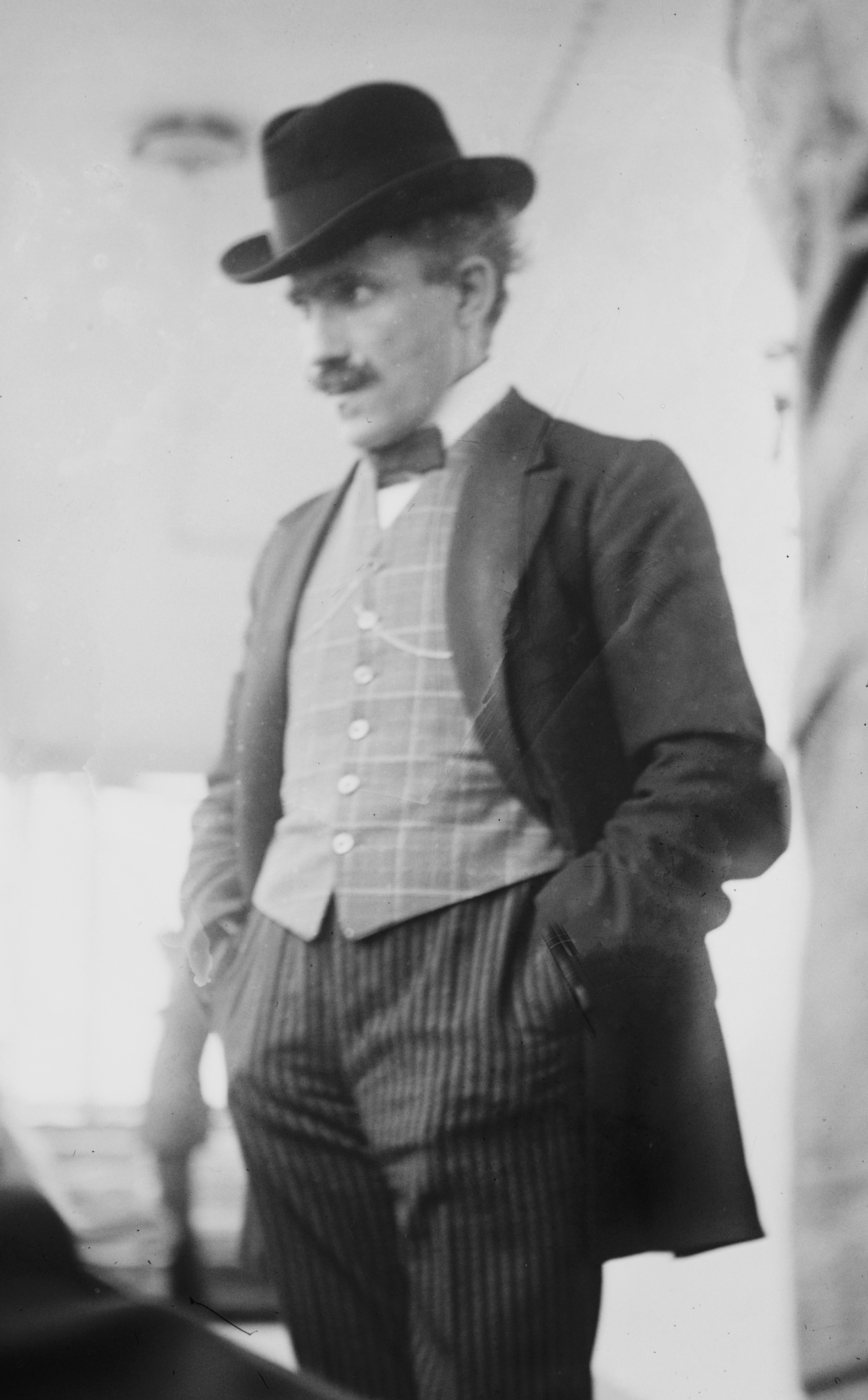
Arturo Toscanini
33. Daniela von Bülow (* 12. Oktober 1860 in Berlin; † 28. Juli 1940 in Bayreuth)
Tochter von Cosima Wagner aus ihrer ersten Ehe mit Hans Guido von Bülow
Verleihung 1933
34. Arturo Toscanini (* 25. März 1867 in Parma; † 16. Januar 1957 in New York)
Dirigent
Verleihung 1933
35. Winifred Wagner (* 23. Juni 1897 in Hastings; † 5. März 1980 in Überlingen)
Witwe von Siegfried Wagner, Festspielleiterin
Verleihung 1933
 

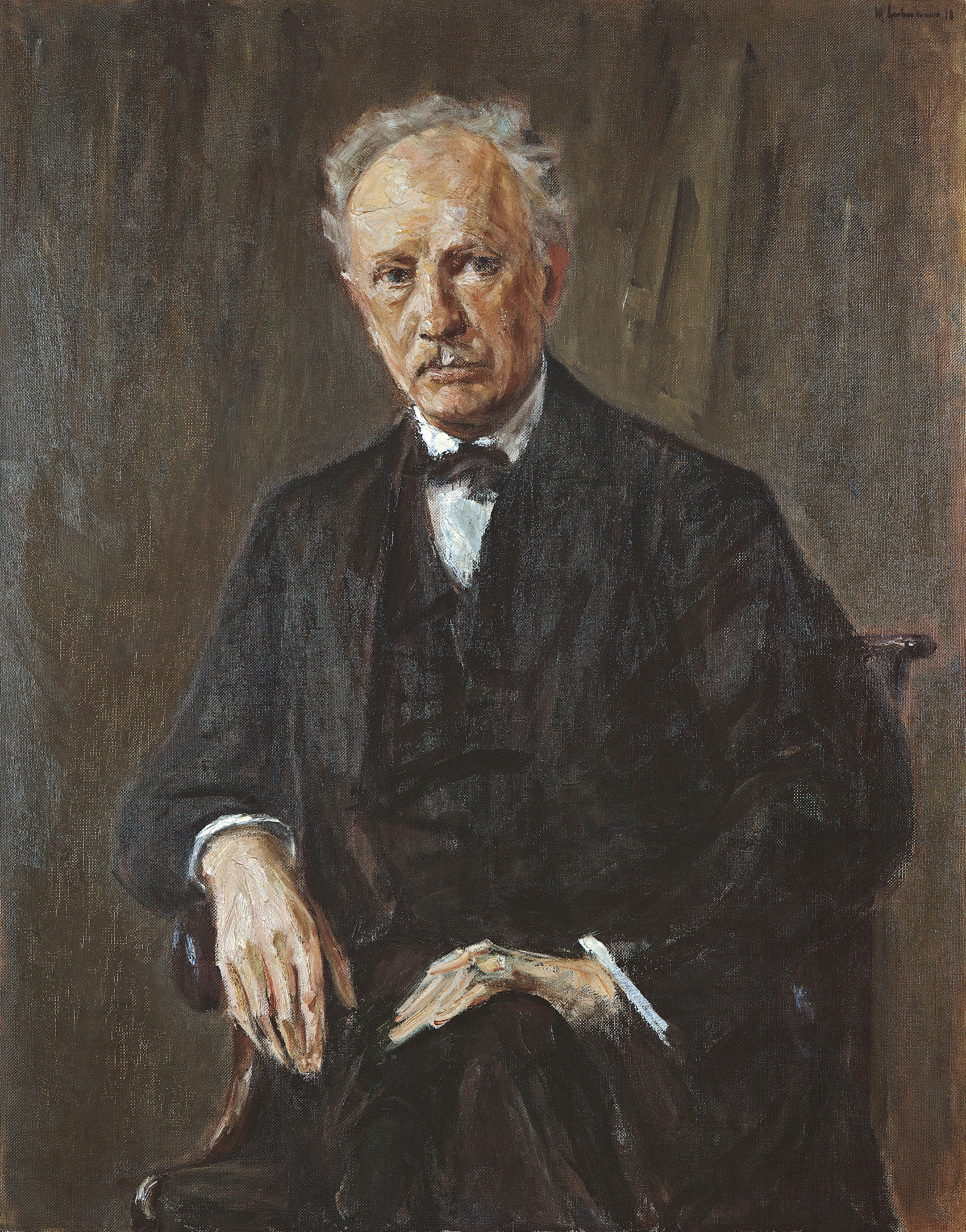
Richard Strauss (gemalt v. Max Liebermann, 1918)
36. Adolf Hühnlein (* 12. September 1881 in Neustadt bei Coburg; † 18. Juni 1942 in München)
Korpsführer des NSKK, SA-Führer
Verleihung 1937; 27. November 2013 Aberkennung durch den Bayreuther Stadtrat
37. Richard Strauss (* 11. Juni 1864 in München; † 8. September 1949 in Garmisch-Partenkirchen)
Komponist und Dirigent
Verleihung 1949
38. Hans Knappertsbusch (* 12. März 1888 Elberfeld; † 25. Oktober 1965 in München)
Generalmusikdirektor, langjähriger Dirigent der Richard-Wagner-Festspiele
Verleihung 1953
39. Hans Rollwagen (* 14. Juni 1892 in Nördlingen; † 29. März 1992 in Bayreuth)
Oberbürgermeister (1948–1958)
Verleihung 1958
40. Konrad Pöhner (* 24. Juli 1901 in Bayreuth; † 24. September 1974 in Bayreuth)
Staatsminister der Finanzen (1964–1970)
Verleihung 1967
41. Fritz Meyer (* 2. Januar 1898 in Bayreuth; † 22. Januar 1980 in Bayreuth)
Rechtsanwalt und Kommunalpolitiker
Verleihung 1972
42. Karl Seeser (* 5. Juli 1906 in Bayreuth; † 2. Dezember 1981 in Bayreuth)
Kommunalpolitiker
Verleihung 1972
43. Wolfgang Wagner (* 30. August 1919 in Bayreuth; † 21. März 2010 in Bayreuth)
Enkel von Richard Wagner, Festspielleiter (1951–2008)
Verleihung 1976
44. Hans Walter Wild (* 27. November 1919 in Würzburg; † 24. Mai 2001 in Bayreuth)
Oberbürgermeister von Bayreuth (1958–1988)
Verleihung 1988
45. Peter Färber (* 16. Oktober 1922 in Mistelbach; † 10. August 2009 in Bayreuth)
Gymnasiallehrer und Stadtrat
Verleihung 1996
46. Franz Überla
Zweiter Bürgermeister von Bayreuth (1974–1978)
Verleihung 1996
47. Dieter Mronz (* 17. Mai 1944 in Trogen/Oberfranken)
Oberbürgermeister von Bayreuth (1988–2006)
Verleihung 2006
48. Bernd Mayer (* 10. März 1942 in Berlin; † 2. Dezember 2011 in Bayreuth)
Freier Journalist, Stadthistoriker
Stadtrat (1972–2011), Zweiter Bürgermeister (1990–2002), Dritter Bürgermeister (2002–2008)
Verleihung 2011
49. Anneliese Fischer (* 31. Mai 1925 in Pirmasens; † 2. Februar 2020 in Bayreuth)
Stadträtin (1980–1986 und 1990–1996), Vizepräsidentin des Bayerischen Landtags (1994–1998)
Verleihung 2019